# نیکولا آسنوف
نیکولا آسنوف (بلغاری: Никола Асенов؛ زادهٔ ۱۵ فوریهٔ ۱۹۸۳) بازیکن فوتبال اهل بلغارستان است.
از باشگاه‌هایی که در آن بازی کرده است می‌توان به باشگاه فوتبال زسکا صوفیه اشاره کرد.